# Allein unter Fremden
Allein unter Fremden ist ein deutschsprachiger Schlager von Leo Leandros und Wolfgang Mürmann, der 1980 vom österreichischen Sänger Freddy Quinn veröffentlicht wurde.

## Text
Freddy Quinn singt von einem Mann, der sich zu ihm an den Tisch setzt. Dessen Blick ist „leer und müde“. Dieser sagt: „Du kommst aus meinem Land, dahin kann ich nie zurück.“ Früher habe für ihn kein Gesetz gezählt und er sei durch das Land gejagt worden. Bei seiner Flucht ließ er Frau und Kind zurück. Er zeigte ein vergilbtes Bild und hatte Tränen im Gesicht. Der Mann bittet Freddy, seine Frau zu grüßen, denn er könne sie nie vergessen. Der Refrain der drei Strophen lautet: „Allein unter Fremden, weit fort von zuhaus, brennt das Heimweh wie Feuer und kein Weg führt hinaus.“

## Veröffentlichung
Das Lied war Teil von Quinns 37. Studioalbum, das im Musiklabel Polydor (2372 011) 1980 unter dem Namen Du hast mein Wort erschien. Das Arrangement dieses Liedes stammte von Arno Flor.
Der Druck geschah durch die Gerhard Kaiser GmbH, das Tonträgerunternehmen war die Deutsche Grammophon GmbH und das phonographische Copyright lag bei der Polydor International GmbH. Als Tonmeister fungierte Manfred Kulka und als Produzent Leo Leandros, der zudem der Komponist der meisten Stücke auf dem Album war. Die Veröffentlichung geschah unter der Rechtegesellschaft Gesellschaft für musikalische Aufführungs- und mechanische Vervielfältigungsrechte.
In Österreich wurde das Album durch die Buchgemeinschaft Donauland (Nummer: 30 897) vertrieben. Hier geschah der Druck durch HofmannDruck und die Veröffentlichung durch Esperanza sowie Andros. Die Rechtegesellschaft war Austro Mechana. Bei der Club-Edition geschah auch in Deutschland die Veröffentlichung durch Esperanza und Andros. Der Acetatlackschnitt sowie die Pressung geschah durch PRS Hannover. Das Label Electrola veröffentlichte 2013 eine Neuausgabe des Albums Du hast mein Wort mit vier Bonustracks auf Compact Disc.
Das Lied wurde 2011 Teil des Kompilationsalbums Die Stimme des Herzens, das als Doppelalbum auf Compact Disc veröffentlicht wurde. Die Veröffentlichung geschah unter den Musiklabels Polydor (Nummer: 2780516) und Koch Universal Music (Nummer: 2780516). 2022 war das auf dem Kompilationsalbum Platin, das im Musiklabel Telamo (Nummer: 405380431784) als Doppelalbum auf Compact Disc erschien.